# Fils releveurs

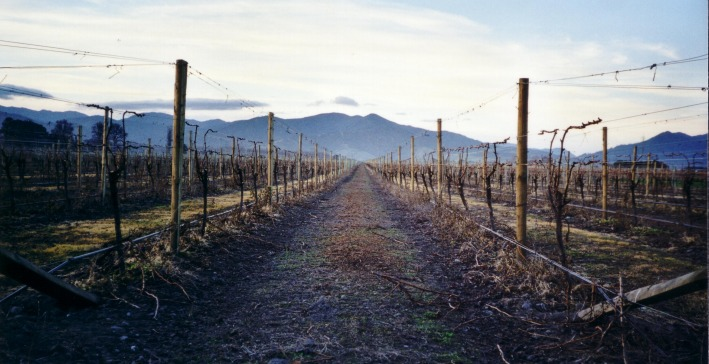
Fils releveurs en position haute après la taille.

En viticulture, les fils releveurs viennent en complément des autres fils pour la réalisation du palissage. Ils ont principalement pour rôle de maintenir verticalement les sarments et d'accompagner leur croissance pour optimiser la surface foliaire exposée. En maintenant le feuillage relevé, ils libèrent l'espace entre les rangs pour permettre le passage des outils.
Ils peuvent être réalisés en métal ou en matières plastiques.